# Nicolas-Pascal Clairambault
Nicolas-Pascal Clairambault, né en 1698, mort le 9 septembre 1762, est un généalogiste français.

## Biographie
Neveu de Pierre Clairambault, il fut, comme son oncle auquel il succéda le 31 août 1716, généalogiste des ordres du roi et dressa les tables généalogiques de plusieurs familles illustres.
Il travailla, dit-on, à l’Extrait de la généalogie de la maison de Mailly, suivie de l’histoire de la branche des comtes de Mailly, marquis d’Haucourt, et de celle des marquis du Quesnoy. Dressé sur les titres originaux, sous les yeux de M. de Clairambaut… et pour l’histoire, par M*** (Paul Lucas, dit le P. Simplicien) ; Paris, 1757, in-fol. et in-4°.
Clairambault avait hérité à la mort de son oncle, du grand nombre de pièces historiques, généalogiques, etc. que les fonctions officielles de ce dernier et les différents travaux qui lui avaient été confiés l'amenèrent à réunir. En 1755, Clairambault, vendit cette collection au Roi, moyennant un prix de 240 000 livres et une pension viagère de 3 000 livres.
Placée en 1772 aux Grands Augustins, où elle était mise à la disposition du public, cette collection fut portée en 1792 à la Bibliothèque. Malgré quelques additions de peu d'importance, elle était restée telle que l'avait constituée Clairambault, et le classement adopté par lui fut maintenu jusqu'à la Révolution. En 1755, elle se composait de 3 250 volumes ou boîtes. Par suite de mutilations subies pendant la période révolutionnaire, elle ne compta plus que 1 348 volumes.

## Pour approfondir